# Ведемейер, Альберт Коади
Альберт Коади Ведемейер (англ. Albert Coady Wedemeyer; 9 июля 1897 — 17 декабря 1989) — американский генерал, командовавший в конце Второй мировой войны американскими войсками в Китае.

## Биография
Альберт Ведемейер родился в 1897 году в Омахе (штат Небраска).
В 1919 году он окончил Военную академию в Вест-Пойнте. В 1936—1938 он находился в Германии в Прусской военной академии и присутствовал при германских манёврах 1938 года. По возвращении в США Ведемейер стал одним из крупнейших специалистов по германской армии.
Дальнейшей военной карьере Ведемейера сильно способствовал его тесть генерал-лейтенант Стэнли Эмбик, который был в то время заместителем председателя Объединённого комитета начальников штабов и директором Отдела военного планирования Министерства обороны. В начале Второй мировой войны Ведемейер получил звание подполковника и получил назначение в Отдел военного планирования Министерства обороны. В 1941 году он стал главным автором «Плана победы», который устанавливал в качестве первоочередной цели для США разгром фашистской Германии. Впоследствии Ведемейер помогал при разработке операции «Оверлорд».
В 1943 году Ведемейер был отправлен на Юго-Восточно-Азиатский театр военных действий, где стал начальником штаба у главного союзного командующего Луиса Маунтбеттена. 27 декабря 1944 года Ведемейер получил указание от Джорджа Маршалла отправиться в Китай и принять командование над американскими силами в Китае, сменив генерала Стилвелла. Когда Ведемейер прибыл в бывшую штаб-квартиру Стилвелла, то был обескуражен тем, что Стилвелл намеренно уехал без встречи с ним, и при этом не оставил ни единого клочка бумаги с инструкциями. Обыскав офис, Ведемейер не смог обнаружить никаких записей о планах или информации о прошедших и будущих операциях. Потом Ведемейер пообщался с офицерами из штаба Стилвелла, и узнал от них, что Стилвелл «всегда носил всё в заднем кармане брюк».
Ведемейер продолжил мероприятия Стилвелла по тренировке, экипировке и модернизации гоминьдановской армии. Он пытался убедить Чан Кайши перейти к более агрессивным действиям против японцев, но особого успеха в этом не добился. Также не увенчались успехом его попытки наполнить реальным содержанием союз между Гоминьданом и Компартией.
По возвращении из Китая в 1946 году Ведемейер возглавил Оперативно-плановый отдел Министерства обороны. В июле 1947 года президент Трумэн отправил генерал-лейтенанта Ведемейера в Китай и Корею «для изучения политической, экономической, психологической и военной обстановки». Итогом поездки стал «Доклад Ведемейера», в котором автор указывал на необходимость интенсификации Соединёнными Штатами усилий по подготовке гоминьдановских вооружённых сил и помощи им. Однако президент Трумэн, опасаясь, что гоминьдановский Китай сможет бросить вызов гегемонии США на Дальнем Востоке, не только отверг рекомендации доклада, но и наложил эмбарго на поставки оружия правительству Китая.
В 1948 году, во время Берлинского кризиса, Ведемейер поддержал план генерала Клея по организации воздушного моста для спасения города.
23 мая 1985 года президент Рональд Рейган наградил Альберта Ведемейера Президентской медалью Свободы.